# タイムボム (お笑いコンビ)
タイムボムは、日本のお笑いコンビ。サンミュージックプロダクション所属。

## メンバー
- ニック（1986年10月28日 - ）（38歳）

ボケ役担当。
本名はニコラス・ノートン（Nick Norton）。
アメリカ合衆国カリフォルニア州サンフランシスコ出身。
身長168cm、体重62kg。
特技はギター。来日前はデスコアバンド「Suffokate」に在籍していた。
幼少期から日本に興味があり、サンフランシスコ大学在学中に交換留学生として上智大学に1年間通う。その後再来日すると、ビザ取得のために専門学校東京アナウンス学院に入学したことをきっかけにお笑い芸人の道に進む。
先祖が音楽家のヨハン・ゼバスティアン・バッハという家系で「お金持ちキャラ」でも売っている。叔母の友達にジョージ・ルーカスが居り、初めてキャッチボールをした相手はマーク・マグワイア。ベーブ・ルースのサインボールも持っていて、そのボールでキャッチボールをして母に怒られたこともあるという。13歳のクリスマスの日に、プレゼントとして1億円のレコーディングスタジオを買ってもらったといい、そこでグリーン・デイにダメ出しされたこともあるという。他、4億円するニキ・ラウダのフォーミュラ1カーに8億円するナイジェル・マンセルのフォーミュラ1カーも所持している。
2015年2月に結婚。相手は小島よしおの元マネージャーである。同年7月に長男が誕生。長男はベビーモデルもしている。その後長女ももうけている。
2016年よりぶらっくさむらいとのラップユニット「ニック&ぶらっくさむらい」としても活動している。
2018年には上智大学大学院に進学。また2019年、東進ハイスクール・東進衛星予備校英語科講師となり、『乃木坂46えいご』（TBSチャンネル1）で共演していた安河内哲也と共に講座を担当している。

- 高桑 翔汰（たかくわ しょうた、1991年5月7日 - ）（34歳）

ツッコミ役担当。ネタ作成担当。
神奈川県出身。
身長180cm、体重80kg、血液型はAB型。
特技はサッカー、フットサル（ともにポジションはゴールキーパー）、鼻の穴に十円硬貨を11枚詰めるのが出来ること。自称童貞。

## 概要
東京アナウンス学院で出会ったニックと高桑によって、2011年1月結成。高桑が前に組んでいた相方が芸人を辞めるため、東京アナウンス学院の先生に解散の報告に行った所に居たのがニックで、ニックも芸人になりたいと相談に来ていた所だった（ニックはビザを取得するために養成所に入学していたという）。その場で先生に勧められたのが結成のきっかけだった。
2012年、第27回NHK新人演芸大賞にて本戦出場。
主に漫才を披露。結成当初は3分のネタを覚えるのに2か月ほどかかったほど、言葉のやり取りに苦しんだ。アメリカ人と日本人の違いのネタ、アメリカンジョークをテーマにしたネタなどがある。パックンマックンやチャド・マレーンといった他の異国コンビと異なり、日本人の高桑の方が長身である。
M-1グランプリでは2015・2016・2024に3回戦進出。またM-1グランプリ2018では同事務所のぶらっくさむらいとのトリオ「人種三兄弟」（後に「地球人ズ」と改称）を結成して3回戦進出（なおタイムボムとしては2回戦敗退）。

## 活動

### youtuberとして
- 2020年04月17日youtubeチャンネル【ニック&アレックス】を開設。当初 上智大学時代の学友であるアレックスと共に英語学習色の強い動画を配信していた。その後、【ニック兄さんand高桑[9]】とチャンネル名を改め、相方の高桑と共にゲストを交えながら文化比較・時事ネタなどをテーマとした動画配信を行なっている。

## 出演

### テレビ

#### 現在のレギュラー番組
- えいごであそぼ with Orton（NHK Eテレ、2017年4月 - 2023年4月）- ニックのみレギュラー出演 ジェイソン博士の助手ニック役

### ラジオ
- 吉田照美 飛べ!サルバドール（文化放送）- 2013年4月30日「サルのアトリエ」コーナーゲスト
- オードリーのオールナイトニッポン（ニッポン放送）- 2013年6月15日深夜
- パイロットマン（ラジオNIKKEI第2放送）- 2014年1月30日
- マイナビ Laughter Night（TBSラジオ - 2017年2月11日

### インターネット配信
- 木曜 BANG!G（WALLOP、2012年7月26日、8月23日、10月25日、11月22日）計4回 - MC
- タイムボムのビザ申請中（ニコジョッキー、2013年1月30日(#1) -  放送中 /月1配信）- MC
- 若手チャレンジ枠（ニコジョッキー、2015年5月1日(#146)）-高桑のみ

- DTテレビ（2017年 - 2019年）DTブラザーズ、高桑のみ